# Francesco Di Fulvio
Francesco Di Fulvio (Pescara, 15 de agosto de 1993) é um jogador de polo aquático italiano, medalhista olímpico.

## Carreira

### Rio 2016
Di Fulvio integrou a equipe medalha de bronze nos Jogos do Rio de Janeiro.